# Cyprien Calmel
Pour les articles homonymes, voir Calmel.
Cyprien Calmel, né le 16 août 1903 à Toulouse (Haute-Garonne) et mort le 26 avril 1985 à Toulouse (Haute-Garonne), est un homme politique français.

## Biographie
C'est par adhésion aux positions de Pierre Poujade et de son mouvement, l'Union de défense des commerçants et artisans que Cyprien Calmel, commerçant toulousain, membre du conseil d'administration de la caisse d'allocations familiales de Haute-Garonne, entre en politique.
Devenu rapidement secrétaire départemental de l'UDCA, il mène la liste poujadiste pour les élections législatives dans son département.
Celle-ci obtient 7,5 % des voix mais, grâce à l'apparentement avec une autre liste poujadiste, celle de défense des intérêts agricoles et viticoles (5,4 %), Calmel est élu.
Cet apparentement fait partie de ceux qui sont rapidement contestés, et, après trois jours de débats houleux à l'assemblée, l'élection de Calmel est invalidée le 16 février 1956. Celui-ci perd son siège au profit du MRP Alfred Coste-Floret.

## Détail des fonctions et des mandats
Mandat parlementaire
- 2 janvier 1956 - 16 février 1956 : Député de la Haute-Garonne